# Байрамов, Габиб Абдулгусейн оглы
Габиб Абдулгусейн оглы Байрамов (в ранних источниках указывается как Габибулла Байрамов, азерб. Həbib Əbdülhüseyn oğlu Bayramov; 14 июня 1926, Баку — 15 августа 1994, Баку) — тарист. Народный артист Азербайджанской ССР (1989).

## Биография
Родился 14 июня 1926 года в городе Баку. Окончил Музыкальное училище имени Асафа Зейналлы.
С 1941 года — тарист в ансамбле народных инструментов под руководством Ахмеда Бакиханова. С 1973 года и до конца жизни — художественный руководитель этого же ансамбля. С 1949 по 1994 год являлся солистом Азербайджанской филармонии.
В составе и во главе ансамбля сотрудничал со многими известными ханенде и исполнителями песен в народном стиле. Его искусство игры на таре отличалось высокой исполнительской культурой. Основное место в его репертуаре занимали мугамы «Раст», «Шур», «Чаргях», «Хумаюн», «Сегях» и другие. Гастролировал в различных странах.

## Награды
- Заслуженный артист Азербайджанской ССР (29.06.1964)
- Народный артист Азербайджанской ССР (17.05.1989)
- Почётная грамота Президиума Верховного Совета Азербайджанской ССР (24.02.1979)[1]